# José de Seabra da Silva
José de Seabra da Silva GCC (Coimbra, Torre de Vilela, 31 de outubro de 1732 – Lisboa, São Sebastião da Pedreira, 12 de março de 1813) foi um estadista, ministro e 32.° e 34.° guarda-mor da Torre do Tombo de 1768 a 1774 e de 1799 a 1802.

## Biografia
Licenciado em Leis pela Universidade de Coimbra.
Secretário de Estado Adjunto do Marquês de Pombal no reinado de D. José I (6 de junho de 1771 – 6 de maio de 1774). Nesta última data caiu sobre ele uma terrível desgraça. Sem acusação, foi desterrado de Lisboa para Besteiros, Tondela e daí para o Brasil (Ilha das Cobras, Rio de Janeiro) e para África, para o presídio de Pedras Negras (Fortaleza de Pungo-Andongo). Cria o próprio que por uma intriga urdida pelo Cardeal da Cunha.

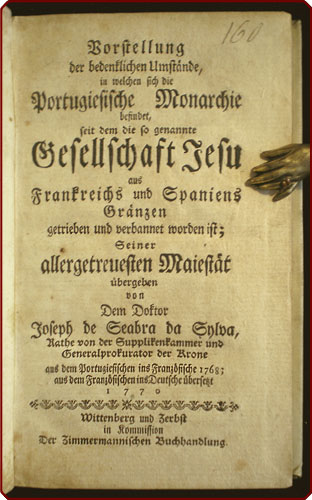
Petição de recurso apresentada em audiencia publica à Magestade de El Rey Nosso Senhor sobre o ultimo, e critico estado desta monarquia, depois que a Sociedade chamada de Jesus foi desnaturalizada, e proscripta dos dominios des França, e Hespanha, pelo Doutor Joseph de Seabra da Silva (ed. alemã, Wittenberg und Zerbst, 1770)

Ainda antes da morte de D. José, mandava ainda o Marquês de Pombal, foi ordenado o seu regresso, o que aconteceu com pompa e circunstância. Nunca se soube do que era acusado, nem o próprio.
Chegado ao Reino (cremos que em Fevereiro de 1778), obteve declaração proclamando a sua inocência já de D. Maria I e, em 15 de Dezembro de 1788, foi nomeado Ministro e Secretário de Estado dos Negócios do Reino da referida rainha. Foi ele quem redigiu o despacho e através do qual o Príncipe D. João assumiu a regência, na sequência da doença de sua Mãe 10 de Fevereiro de 1792, tendo na ocasião proferido uma exortação aos seus Colegas de Governo.
Grã-Cruz da Ordem de Cristo (6 de junho de 1796) e membro do Conselho de Estado (7 de julho de 1796).
Em 1799, não concordando com a assunção da regência pelo Príncipe D. João sem convocação das Cortes, por a rainha D. Maria I ainda viver, foi desterrado para a sua Quinta do Canal, junto à Figueira da Foz, obtendo licença régia para ficar na sua Quinta de São João da Ribeira. Só em 30 de março de 1804 obteve permissão para voltar a residir em Lisboa.

## Dados genealógicos

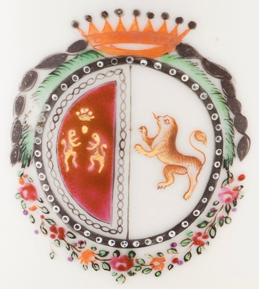
Brasão de armas de José de Seabra da Silva (Porcelana da China, Período Qianlong, c. 1755)

Filho de Lucas de Seabra e Silva e de Josefa Teresa de Morais Ferraz.
Casou a 8 de Junho de 1764, na Ermida de Nossa Senhora das Mercês, em Oeiras, com D. Ana Felícia Coutinho Pereira de Sousa Tavares de Horta Amado Cerveira (Coimbra, Sé, 5 de Maio de 1745 – Lisboa, São Sebastião da Pedreira, 25 de Março de 1807), 11.ª Senhora do Morgado do juro real da Redízima da Bahía, 12.ª Senhora do Morgado de Cerveira de Santarém e 5.ª Senhora da Casa e Morgado dos Coutinhos, de Coimbra. Foi 2.º Senhor do Morgado de Faíl e 2.º Senhor do Morgado de Lobão.
Foram pais de dois filhos rapazes, sendo o mais velho, D. Manuel Maria da Pidade Coutinho Pereira de Seabra e Sousa, 1.º Visconde da Bahía de juro e herdade (1796) e 1.º Conde da Bahía (1833). O outro filho, António, morreu na Batalha do Buçaco.
Faleceu aos 80 anos, na sua quinta, sita na Travessa de São Francisco Xavier, em Lisboa, sendo sepultado num jazigo da Igreja de São Sebastião da Pedreira.
A sua ascendência e descendência é tratada em várias obras, como a de Nuno Gorjão Henriques/Miguel Gorjão-Henriques, Gorjão Henriques, Lisboa, 2006, 2 vols.